# Albert Bloch
Albert Bloch (* 2. August 1882 in St. Louis, Missouri; † 9. Dezember 1961 in Lawrence, Kansas) war ein US-amerikanischer Maler, Schriftsteller und Übersetzer.

## Leben und Werk
Bloch, dessen Eltern 1869 aus Böhmen in die USA auswanderten, besuchte von 1898 bis 1900 die St. Louis School of Fine Arts und arbeitete nebenbei als Illustrator für die satirische Zeitung The Mirror, wobei seine über 200 Karikaturen Merkmale des Jugendstils trugen. Seit 1908 lebte er in München, wo er sich dem Künstlerkreis des Blauen Reiters anschloss. Die Galerie „Sturm“ organisierte Ausstellungen für ihn in ganz Europa, so war er mit dem Bild „Der tote Pierrot“ am Ersten Deutschen Herbstsalon beteiligt. Seine Sujets waren Landschaften, Stadtbilder, Porträts, und Zirkusbilder, wobei sein Stil ins kubistische überging. Bloch kehrte 1921 in die USA zurück und übernahm 1923 eine Professur an der University of Kansas, wo er 1961 starb.
Bloch war immer sehr selbstkritisch. Er zerstörte jedes Bild, das er für unvollkommen hielt. Viele seiner Bilder fielen in der Zeit des Nationalsozialismus der Aktion „Entartete Kunst“ zum Opfer. Deswegen sind so wenige frühe Werke erhalten.
Seine literarische Tätigkeit ist gekennzeichnet durch Übersetzungen aus dem Werk von Karl Kraus, Georg Trakl und Johann Wolfgang Goethe ins Englische.